# Willemoesia leptodactyla
Willemoesia leptodactyla е вид десетоного от семейство Polychelidae. Видът не е застрашен от изчезване.

## Разпространение
Разпространен е в Австралия (Нов Южен Уелс), Американски Вирджински острови, Ангуила, Антигуа и Барбуда, Аруба, Бангладеш, Барбадос, Бермудски острови, Бонер, Британски Вирджински острови, Венецуела, Гваделупа, Гренада, Доминика, Доминиканска република, Индия (Андхра Прадеш, Западна Бенгалия, Ориса и Тамил Наду), Кюрасао, Мадагаскар, Мартиника, Мианмар, Монсерат, Нова Зеландия, Пуерто Рико, Саба, Свети Мартин, Сейнт Винсент и Гренадини, Сейнт Китс и Невис, Сейнт Лусия, Сен Бартелми, Сен Естатиус, Тринидад и Тобаго, Филипини, Хаити, Южна Африка и Ямайка.